# Geschäftsfähigkeit (Deutschland)
Geschäftsfähigkeit ist die Fähigkeit, Rechtsgeschäfte selbständig vollwirksam vorzunehmen.
Da das Gesetz grundsätzlich alle Menschen als geschäftsfähig ansieht, regelt es in §§ 104 ff. BGB nicht die Geschäftsfähigkeit, sondern die Ausnahmetatbestände der Geschäftsunfähigkeit und der beschränkten Geschäftsfähigkeit. Bei Geschäftsunfähigkeit wird der rechtsgeschäftlich bedeutsame Wille durch § 105 BGB per se abgesprochen (Nichtigkeitswirkung), bei beschränkter Geschäftsfähigkeit gemäß §§ 106 ff. BGB dient die lediglich teilweise Rechtswirksamkeit dem Schutz des eigenen Interesses des Schutzwürdigen.
Die Geschäftsfähigkeit ist von der Rechtsfähigkeit zu unterscheiden, also von der Fähigkeit, Rechte und Pflichten innezuhaben.

## Allgemeines
Die Geschäftsfähigkeit hängt in Deutschland im Regelfall vom Lebensalter ab. Nach § 104 BGB ist geschäftsunfähig, wer entweder das siebte Lebensjahr nicht vollendet hat oder wer sich in einem die freie Willensbestimmung ausschließenden Zustand krankhafter Störung der Geistestätigkeit befindet, sofern nicht der Zustand seiner Natur nach ein vorübergehender ist.
Mit Vollendung des siebten Lebensjahrs, also mit dem 7. Geburtstag, beginnt die beschränkte Geschäftsfähigkeit (§ 106 BGB). Sie wird in den §§ 107 bis 113 BGB konkretisiert.
Nach § 105a BGB sind mit geringwertigen Mitteln zu bewirkende Geschäfte des täglichen Lebens eines volljährigen Geschäftsunfähigen wirksam, sobald Leistung und Gegenleistung bewirkt sind. Das gilt nicht bei einer erheblichen Gefahr für die Person oder das Vermögen des Geschäftsunfähigen.
Unbeschränkte Geschäftsfähigkeit entsteht mit Eintritt der Volljährigkeit, das bedeutet mit Vollendung des 18. Lebensjahrs (§ 2 BGB).

## Geschäftsunfähigkeit
Wer geschäftsunfähig ist, hat nicht die rechtliche Macht, Willenserklärungen wirksam abzugeben oder selbständig Rechtsgeschäfte zu tätigen, zum Beispiel Verträge zu schließen oder zu kündigen. Willenserklärungen geschäftsunfähiger Personen sind gemäß § 105 Abs. 1 BGB nichtig, also rechtlich unwirksam.
Eine Ausnahme gilt bei Geschäften des täglichen Lebens, sofern diese von volljährigen Geschäftsunfähigen getätigt worden sind (§ 105a BGB). Der Vertrag wird dann als wirksam fingiert, wenn Leistung und Gegenleistung bereits bewirkt worden sind. Eine Parallelregelung für Betreute mit Einwilligungsvorbehalt ist in § 1903 Abs. 3 Satz 2 BGB enthalten. Eine weitere Ausnahme gilt für Heimverträge, die von Geschäftsunfähigen abgeschlossen werden. Auch diese werden als wirksam angesehen, soweit bereits gegenseitig Leistungen erbracht wurden (§ 4 WBVG, davor § 5 Nr. 12 Heimgesetz).
Um darüber hinaus rechtsgeschäftlich tätig zu werden, benötigen Geschäftsunfähige einen gesetzlichen Vertreter. Auch Willenserklärungen anderer wie z. B. Kündigungen müssen an den gesetzlichen Vertreter des Geschäftsunfähigen zugehen, damit diese wirksam werden (§ 131 BGB). Wenn der Geschäftsunfähige keinen gesetzlichen Vertreter hat, kann das Betreuungsgericht einen Betreuer bestellen (§ 1896 BGB).
Bei der fehlenden Ehefähigkeit (§ 1304 BGB) und Testierfähigkeit (§ 2229 Abs. 4 BGB) handelt es sich um Sonderfälle der Geschäftsunfähigkeit. Mangelnde Geschäftsfähigkeit führt zugleich zur Prozessunfähigkeit (§ 51, § 52 ZPO bzw. § 9 FamFG, § 71 Sozialgerichtsgesetz und § 62 VwGO).

### Kinder unter 7 Jahren
Geschäftsunfähig sind natürliche Personen, die unter 7 Jahre alt sind, also noch keinen 7. Geburtstag hatten (§ 104 Nr. 1 BGB).
Kinder unter 7 Jahren können in einem Rechtsgeschäft gleich welcher Art nur als Bote tätig werden, sie übermitteln also nur eine Willenserklärung ihres gesetzlichen Vertreters. Letzteres können die Eltern, ein alleinsorgeberechtigter Elternteil oder ein Vormund sein.

### Krankhafte Störung der Geistestätigkeit
Geschäftsunfähig ist auch, wer sich einem Zustand krankhafter Störung der Geistestätigkeit befindet, der die freie Willensbestimmung ausschließt und seiner Natur nach nicht nur vorübergehend ist § 104 Nr. 2 BGB.
Als Zustände krankhafter Störung der Geistestätigkeit gelten unter anderem:
- Demenz (z. B. Alzheimer-Krankheit, vaskuläre oder senile Demenz)
- Geistige Behinderung
- Wahn und Halluzinationen, die etwa bei der Schizophrenie und weiteren psychotischen Erkrankungen auftreten
- Alkoholkrankheit (siehe: Korsakow-Syndrom) oder Drogenmissbrauch, wenn infolge der Sucht bereits schwerwiegende cerebrale Veränderungen eingetreten sind
- Affektive Störungen wie Manie und Depression, vor allem bei damit verbundenen Wahngedanken wie etwa Größen- oder Versündigungswahn, aber auch bei ausgeprägtem Schweregrad weiterer Symptome wie etwa Apathie, Euphorie oder Antriebs- und Entscheidungshemmung.[2]

Damit die Geisteskrankheit oder Geistesschwäche zur Geschäftsunfähigkeit führen, müssen sie ein Dauerzustand sein. Eine volltrunkene Person ist daher geschäftsfähig. Bei ihr greift jedoch § 105 Abs. 2 BGB mit der Folge ein, dass sie sich während der Volltrunkenheit nicht rechtsgeschäftlich binden kann.
Die Geschäftsunfähigkeit ist für Außenstehende nicht immer erkennbar. Das Gesetz schützt nicht den guten Glauben an die Geschäftsfähigkeit des Geschäftsgegners, da der Schutz eines beschränkt Geschäftsfähigen Vorrang hat. Das bedeutet, dass abgeschlossene Verträge auch dann unwirksam sind, wenn die Geschäftsunfähigkeit des Vertragspartners nicht erkennbar war. Ob letztlich tatsächlich Geschäftsunfähigkeit vorlag, kann nur in einem Gerichtsverfahren verbindlich festgestellt werden. Hierzu werden regelmäßig Sachverständigengutachten zum Gesundheitszustand des Betroffenen, auch zu einem eventuellen lichten Intervall zum Zeitpunkt der Vornahme des Rechtsgeschäftes eingeholt. Die Beweislast liegt bei dem, der Geschäftsunfähigkeit einwendet.

## Beschränkte Geschäftsfähigkeit
Die meisten Rechtsgeschäfte, die beschränkt Geschäftsfähige schließen, sind schwebend unwirksam, wenn sie nicht mit Einwilligung des gesetzlichen Vertreters (in der Regel die Eltern) geschlossen werden. Die Eltern können dem Rechtsgeschäft jedoch auch nachträglich zustimmen, d. h. genehmigen (§ 183, § 184 BGB). Fordert der Vertragspartner den Zustimmungsberechtigten zur Erklärung über die Genehmigung auf, kann diese nur innerhalb von 2 Wochen erteilt werden, andernfalls gilt sie als verweigert (§ 108 Abs. 2 BGB).
Nach § 165 BGB kann ein beschränkt geschäftsfähiger Minderjähriger dennoch im vollen Umfang geschäftsfähig sein, wenn er dazu von einem gesetzlichen Vertreter bevollmächtigt wird. Er kann nach § 165 BGB auch für Erwachsene, z. B. für seine Eltern, als voll geschäftsfähiger Vertreter auftreten.
Beschränkt geschäftsfähig sind Minderjährige vom vollendeten 7. bis zum vollendeten 18. Lebensjahr (§ 106 BGB), also zwischen dem 7. und dem 18. Geburtstag.
Die Regeln über die beschränkte Geschäftsfähigkeit gelten auch für Volljährige unter Betreuung, soweit ein Einwilligungsvorbehalt (§ 1903 BGB) angeordnet wurde.

### Rechtsgeschäfte, die ohne Zustimmung wirksam sind
Vom Grundsatz, dass Minderjährige nur mit Zustimmung ihres gesetzlichen Vertreters wirksame Willenserklärungen abgeben können, gibt es mehrere Ausnahmen: So sind z. B. Willenserklärungen, die rechtlich lediglich vorteilhaft sind (§ 107 BGB), wie beispielsweise die Annahme von bestimmten Schenkungen, auch ohne Zustimmung wirksam.
Ferner können beschränkt geschäftsfähige Minderjährige wirksam Rechtsgeschäfte eingehen, die sie mit Mitteln bewirken, die ihnen zu diesem Zweck oder zur freien Verfügung vom gesetzlichen Vertreter oder mit dessen Zustimmung von Dritten überlassen worden sind („Taschengeldparagraph“, § 110).

### Einseitige Willenserklärungen
Einseitige Willenserklärungen (zum Beispiel eine Kündigung), die ohne vorherige Zustimmung (= Einwilligung) des gesetzlichen Vertreters erklärt werden, sind immer unwirksam und können auch nicht durch Genehmigung wirksam werden. Dies gilt jedoch nicht, wenn die Erklärung nur rechtliche Vorteile bringt, wie zum Beispiel die Mahnung, die als geschäftsähnliche Handlung den gleichen Regeln unterliegt.

## Teilgeschäftsfähigkeit
Den Begriff der Teilgeschäftsfähigkeit kennt das Gesetz selbst nicht, er wurde durch die Rechtsprechung und Rechtslehre entwickelt. Der Minderjährige ist insoweit für einen bestimmten Lebensbereich als voll geschäftsfähig anzusehen.
Teilgeschäftsfähig ist der beschränkt Geschäftsfähige, dem der gesetzliche Vertreter gemäß § 112 BGB den selbständigen Betrieb eines Erwerbsgeschäfts gestattet hat. Dies gilt jedoch nur für Rechtsgeschäfte, die der Geschäftsbetrieb mit sich bringt. Willenserklärungen des beschränkt Geschäftsfähigen sind insoweit wirksam. Die Ermächtigung zum selbständigen Betrieb des Erwerbsgeschäfts durch den gesetzlichen Vertreter ist aber nur mit Genehmigung des Familiengerichtes möglich.
(Die Eltern (§ 1645 BGB) bzw. der Vormund (§ 1823 BGB)  sollen aber ohne Genehmigung des Familiengerichts auch nicht selbst ein neues Erwerbsgeschäft im Namen des Kindes beginnen.)
Die Ermächtigung ist auch für Dienst- und Arbeitsverhältnisse (das gilt nicht für Berufsausbildungsverhältnisse, da diese keine Dienst- oder Arbeitsverhältnisse sind) möglich (§ 113 BGB). Willenserklärungen des Betreffenden, die auf Eingehung, Aufhebung oder Durchführung eines solchen Verhältnisses gerichtet sind, sind dann wirksam. Ist der gesetzliche Vertreter ein Vormund, benötigt er für die Einwilligung die familiengerichtliche Genehmigung (§ 1822 Nr. 7 BGB).
In Bereichen des öffentlichen Rechtes ist für Minderjährige ab einem bestimmten Alter eine Teilgeschäftsfähigkeit (dort Handlungsfähigkeit genannt) eingeführt worden. So sind im Bereich des Sozialrechtes Minderjährige ab dem vollendeten 15. Lebensjahr handlungsfähig (§ 36 SGB I).

## Unbeschränkte Geschäftsfähigkeit
Da das BGB grundsätzlich jede natürliche Person als voll geschäftsfähig ansieht, regelt es nicht ausdrücklich die Voraussetzungen der unbeschränkten Geschäftsfähigkeit, sondern nur die Ausnahmen, das heißt wann ein Mensch geschäftsunfähig ist (§ 104, § 106 BGB). Die unbeschränkte Geschäftsfähigkeit beginnt im Umkehrschluss zu § 106 BGB mit der Volljährigkeit, das bedeutet mit Vollendung des 18. Lebensjahres (§ 2 BGB). Damit ist zugleich Prozessfähigkeit gegeben (§ 51 ZPO).

## Sonderfälle der Geschäftsfähigkeit
Als Ausnahmen vom Nichtigkeitsdogma des § 105 BGB werden die partielle und die relative Geschäftsfähigkeit diskutiert.

### Partielle Geschäfts(un)fähigkeit
Anerkannt ist, dass eine sonst bestehende Geschäftsfähigkeit für einen gegenständlich beschränkten Kreis von Angelegenheiten ausgeschlossen sein kann (sogenannte partielle Geschäftsunfähigkeit). Das ist der Fall, wenn es der betreffenden Person infolge einer krankhaften Störung der Geistestätigkeit nicht möglich ist, in diesem Lebensbereich ihren Willen frei und unbeeinflusst von der vorliegenden Störung zu bilden oder nach einer zutreffend gewonnenen Einsicht zu handeln, während das für andere Lebensbereiche nicht zutrifft.
In der neueren Rechtsprechung wird dagegen die partielle Geschäftsfähigkeit für einen bestimmten Bereich angenommen, beispielsweise die Ehegeschäftsfähigkeit.
Die unbeschränkte Geschäftsfähigkeit Minderjähriger besteht gem. § 112, § 113 BGB für bestimmte Rechtsgeschäfte mit Ermächtigung des gesetzlichen Vertreters.

### Relative Geschäftsfähigkeit
Ob es eine auf weniger komplexe Geschäfte beschränkte Geschäftsfähigkeit geben kann, war streitig und wird von der neueren Rechtsprechung und der h. M. verneint.  Der Streit ist seit dem 1. August 2002 durch § 105a BGB für Geschäfte des täglichen Lebens, die mit geringwertigen Mitteln bewirkt werden können, entschärft.

## Internationales Privatrecht
Die deutschen Vorschriften über die Geschäftsfähigkeit werden in Deutschland nur auf Deutsche angewendet. Ausländer werden in Gemäßheit mit der Rechtsordnung ihres Heimatlandes geschäftsfähig (Art. 7 EGBGB). Dies gilt auch, wenn die Geschäftsfähigkeit durch Heirat erweitert wird. Wird der Ausländer eingebürgert, entfällt jedoch eine einmal erworbene Geschäftsfähigkeit nicht mehr, wenn er nach deutschem Recht nicht geschäftsfähig wäre.
Im deutschen Recht wird, zunächst nach Altersstufen, zwischen der Geschäftsunfähigkeit, der beschränkten Geschäftsfähigkeit und der vollen (unbeschränkten) Geschäftsfähigkeit unterschieden.

## Überblick über die Altersgruppen
| Begriff         | 0     | 1     | 2     | 3     | 4     | 5     | 6        | 7        | 8        | 9        | 10    | 11    | 12      | 13      | 14    | 15    | 16    | 17    | 18                      | 19                      | 20                      | 21                      | 22                      | 23                      | 24                      | 25                      | 26                      | 27   | 28   | 29   |
| Säugling        | ja    | nein  | nein  | nein  | nein  | nein  | nein     | nein     | nein     | nein     | nein  | nein  | nein    | nein    | nein  | nein  | nein  | nein  | nein                    | nein                    | nein                    | nein                    | nein                    | nein                    | nein                    | nein                    | nein                    | nein | nein | nein |
| Kleinkind       | teils | ja    | ja    | teils | teils | teils | teils    | nein     | nein     | nein     | nein  | nein  | nein    | nein    | nein  | nein  | nein  | nein  | nein                    | nein                    | nein                    | nein                    | nein                    | nein                    | nein                    | nein                    | nein                    | nein | nein | nein |
| Kind            | ja    | ja    | ja    | ja    | ja    | ja    | ja       | ja       | ja       | ja       | ja    | ja    | teils   | teils   | teils | teils | teils | teils | nein                    | nein                    | nein                    | nein                    | nein                    | nein                    | nein                    | nein                    | nein                    | nein | nein | nein |
| Kindheit        | nein  | nein  | nein  | frühe | frühe | frühe | mittlere | mittlere | mittlere | mittlere | späte | späte | späte   | späte   | nein  | nein  | nein  | nein  | nein                    | nein                    | nein                    | nein                    | nein                    | nein                    | nein                    | nein                    | nein                    | nein | nein | nein |
| Schulkind       | nein  | nein  | nein  | nein  | nein  | nein  | ja       | ja       | ja       | ja       | ja    | ja    | ja      | ja      | ja    | ja    | teils | teils | nein                    | nein                    | nein                    | nein                    | nein                    | nein                    | nein                    | nein                    | nein                    | nein | nein | nein |
| Jugend (Shell)  | nein  | nein  | nein  | nein  | nein  | nein  | nein     | nein     | nein     | nein     | nein  | nein  | ja      | ja      | ja    | ja    | ja    | ja    | ja                      | ja                      | ja                      | ja                      | ja                      | ja                      | ja                      | nein                    | nein                    | nein | nein | nein |
| Jugend (UN)     | nein  | nein  | nein  | nein  | nein  | nein  | nein     | nein     | nein     | nein     | nein  | nein  | nein    | teils   | teils | ja    | ja    | ja    | ja                      | ja                      | teils                   | teils                   | teils                   | teils                   | teils                   | nein                    | nein                    | nein | nein | nein |
| jugendlich      | nein  | nein  | nein  | nein  | nein  | nein  | nein     | nein     | nein     | nein     | nein  | nein  | nein    | nein    | ja    | ja    | ja    | ja    | teils                   | teils                   | teils                   | nein                    | nein                    | nein                    | nein                    | nein                    | nein                    | nein | nein | nein |
| Teenager        | nein  | nein  | nein  | nein  | nein  | nein  | nein     | nein     | nein     | nein     | nein  | nein  | nein    | ja      | ja    | ja    | ja    | ja    | ja                      | ja                      | nein                    | nein                    | nein                    | nein                    | nein                    | nein                    | nein                    | nein | nein | nein |
| Schutzalter     | ja    | ja    | ja    | ja    | ja    | ja    | ja       | ja       | ja       | ja       | ja    | ja    | ja      | ja      | teils | teils | teils | teils | nein                    | nein                    | nein                    | nein                    | nein                    | nein                    | nein                    | nein                    | nein                    | nein | nein | nein |
| minderjährig    | ja    | ja    | ja    | ja    | ja    | ja    | ja       | ja       | ja       | ja       | ja    | ja    | ja      | ja      | ja    | ja    | ja    | ja    | nein                    | nein                    | nein                    | nein                    | nein                    | nein                    | nein                    | nein                    | nein                    | nein | nein | nein |
| Kindergeld      | ja    | ja    | ja    | ja    | ja    | ja    | ja       | ja       | ja       | ja       | ja    | ja    | ja      | ja      | ja    | ja    | ja    | ja    | teils                   | teils                   | teils                   | teils                   | teils                   | teils                   | teils                   | ehemals                 | ehemals                 | nein | nein | nein |
| jung            | teils | teils | teils | teils | teils | teils | teils    | teils    | teils    | teils    | ja    | ja    | ja      | ja      | ja    | ja    | ja    | ja    | teils                   | teils                   | teils                   | teils                   | teils                   | teils                   | teils                   | teils                   | teils                   | nein | nein | nein |
| geschäftsfähig  | nein  | nein  | nein  | nein  | nein  | nein  | nein     | teils    | teils    | teils    | teils | teils | teils   | teils   | teils | teils | teils | teils | ja                      | ja                      | ja                      | ja                      | ja                      | ja                      | ja                      | ja                      | ja                      | ja   | ja   | ja   |
| religionsmündig | nein  | nein  | nein  | nein  | nein  | nein  | nein     | nein     | nein     | nein     | teils | teils | teils   | teils   | ja    | ja    | ja    | ja    | ja                      | ja                      | ja                      | ja                      | ja                      | ja                      | ja                      | ja                      | ja                      | ja   | ja   | ja   |
| strafmündig     | nein  | nein  | nein  | nein  | nein  | nein  | nein     | nein     | nein     | nein     | nein  | nein  | ehemals | ehemals | teils | teils | teils | teils | ja                      | ja                      | ja                      | voll                    | voll                    | voll                    | voll                    | voll                    | voll                    | voll | voll | voll |
| sexualmündig    | nein  | nein  | nein  | nein  | nein  | nein  | nein     | nein     | nein     | nein     | nein  | nein  | nein    | nein    | teils | teils | teils | teils | ja                      | ja                      | ja                      | voll                    | voll                    | voll                    | voll                    | voll                    | voll                    | voll | voll | voll |
| Alkohol         | nein  | nein  | nein  | nein  | nein  | nein  | nein     | nein     | nein     | nein     | nein  | nein  | nein    | nein    | teils | teils | teils | teils | ja                      | ja                      | ja                      | ja                      | ja                      | ja                      | ja                      | ja                      | ja                      | ja   | ja   | ja   |
| volljährig      | nein  | nein  | nein  | nein  | nein  | nein  | nein     | nein     | nein     | nein     | nein  | nein  | nein    | nein    | nein  | nein  | nein  | nein  | ja, junger Volljähriger | ja, junger Volljähriger | ja, junger Volljähriger | ja, junger Volljähriger | ja, junger Volljähriger | ja, junger Volljähriger | ja, junger Volljähriger | ja, junger Volljähriger | ja, junger Volljähriger | ja   | ja   | ja   |
| heranwachsend   | nein  | nein  | nein  | nein  | nein  | nein  | nein     | nein     | nein     | nein     | nein  | nein  | nein    | nein    | nein  | nein  | nein  | nein  | ja                      | ja                      | ja                      | nein                    | nein                    | nein                    | nein                    | nein                    | nein                    | nein | nein | nein |
| FSK/USK         | 0     | 0     | 0     | 0     | 0     | 0     | 6        | 6        | 6        | 6        | 6     | 6     | 12      | 12      | 12    | 12    | 16    | 16    | 18                      | 18                      | 18                      | 18                      | 18                      | 18                      | 18                      | 18                      | 18                      | 18   | 18   | 18   |